# Lubricogobius
Lubricogobius is een geslacht van straalvinnige vissen uit de familie van grondels (Gobiidae). Het geslacht is voor het eerst wetenschappelijk beschreven in 1915 door Tanaka.

## Soorten
- Lubricogobius dinah Randall & Senou, 2001
- Lubricogobius exiguus Tanaka, 1915
- Lubricogobius ornatus Fourmanoir, 1966
- Lubricogobius tre Prokofiev, 2009